# ماريا إستيف
ماريا إستيف (بالإسبانية: María Esteve)‏ هي ممثلة إسبانية، ولدت في 30 ديسمبر 1974 في مار دل بلاتا في الأرجنتين.

## وصلات خارجية
- ماريا إستيف على موقع IMDb (الإنجليزية)
- ماريا إستيف على موقع ألو سيني (الفرنسية)
- ماريا إستيف على موقع أول موفي (الإنجليزية)
- ماريا إستيف على موقع ديسكوغز (الإنجليزية)
- ماريا إستيف على موقع قاعدة بيانات الفيلم (الإنجليزية)
- ماريا إستيف على موقع كينوبويسك (الروسية)